# Fantoft
Fantoft es uno de los cinco distritos de la comunidad de Bergen. Está situada al final del valle de Bergen, en Noruega, entre la montaña Løvstakken y el macizo de Byfjellene, a unos 5 kilómetros al sur del centro de Bergen. 
Justo a diez minutos a pie de Fantoft se encuentra la residencia de verano de la familia real noruega, denominada Gamlehaugen (Jardín viejo), rodeada por unos grandes jardines abiertos al público, justo al lado del fiordo de Norteås. A unos 15 kilómetros de Fantoft se encuentra el aeropuerto de Flesland.
Fantoft es conocido sobre todo por la iglesia de madera de Fortun y por la residencia estudiantil Fantoft.

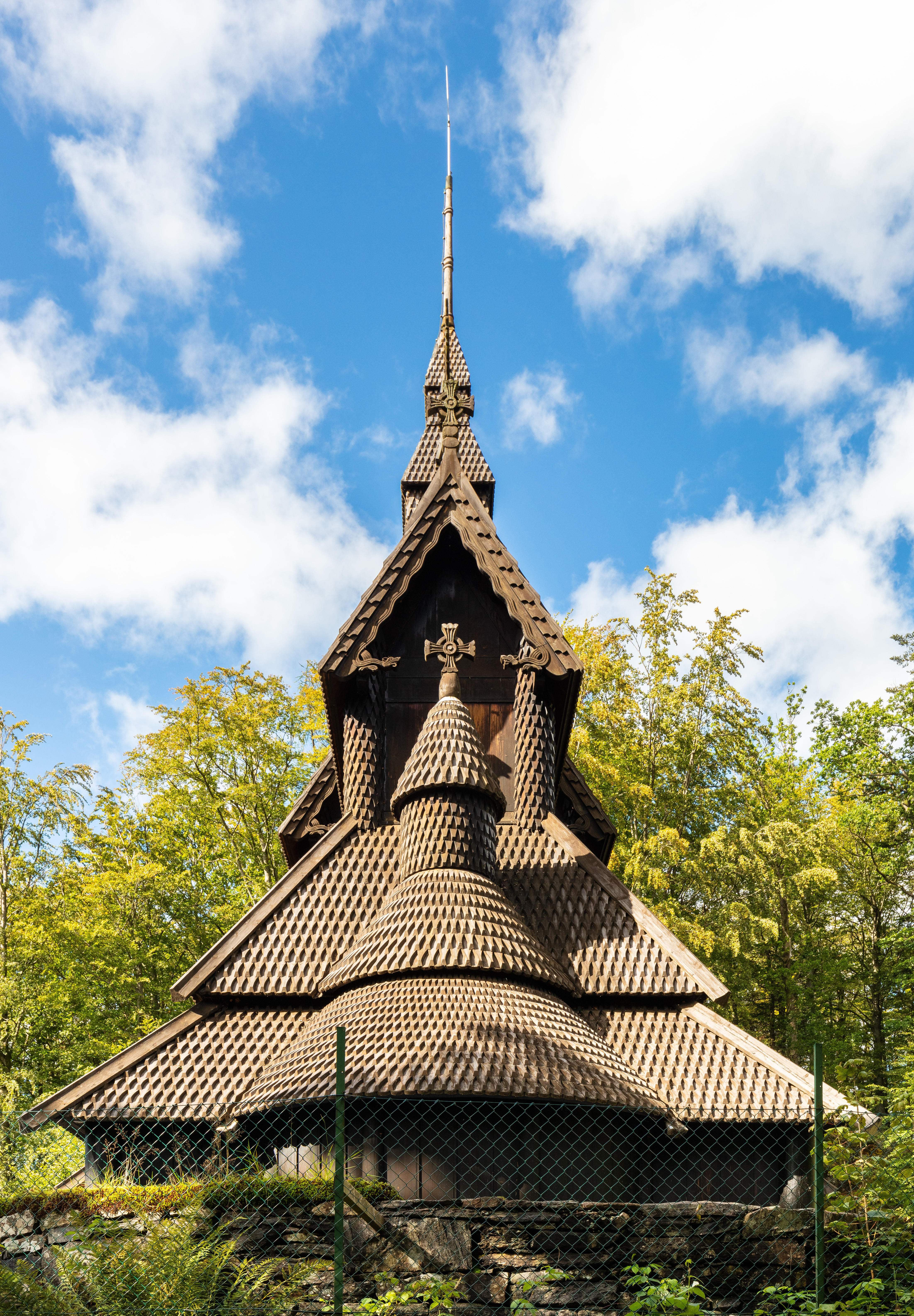
Fantoft stavkirke.